# Maruša Krese
Maruša Krese, auch Krese-Weidner (* 13. April 1947 in Ljubljana; † 7. Januar 2013 in Ljubljana), war eine slowenische Schriftstellerin und Lyrikerin.

## Leben
Maruša Krese studierte Literaturwissenschaft, Kunstgeschichte und Psychotherapie in Ljubljana, London und Utrecht. Von 1975 bis 1989 war sie Psychotherapeutin in Ljubljana, London und Tübingen und ging einer Lehrtätigkeit an der Universität Ljubljana nach. Von 1990 bis 1991 war sie Korrespondentin für den Slowenischen Rundfunk in Berlin. Ab 1992 arbeitete sie als freie Journalistin und Schriftstellerin in Berlin. Sie war Mitglied im PEN-Zentrum Deutschland.
Das Engagement von Krese hat stark zur Ächtung der Antipersonenminen beigetragen.

## Auszeichnungen
- 1997: Verdienstkreuz am Bande der Bundesrepublik Deutschland für ihr humanitäres Engagement im Bosnienkrieg
- 2005: Stadtschreiberin von Graz[3]

## Werke
- Alle meine Kriege oder: Happiness is a warm gun. Übersetzt aus dem Slowenischen von Daniela Kocmut und Katja Lenič, Leykam, Graz 2006, ISBN 3-7011-7561-6[4]
- Alle meine Weihnachten. Übersetzt aus dem Slowenischen von Fabjan Hafner, Edition Niemandsland, Drava Klagenfurt / Celovec 2006, ISBN 3-85435-479-7
- mit Gerhild Steinbuch (Hrsg.): Ich. Stadtschreiberin – Schlossbergflash, Leykam Graz 2007, ISBN 978-3-7011-7560-4[5]
- mit Robert Reithofer, Leo Kühberger: Gegenwelten. Rassismus, Kapitalismus & Soziale Ausgrenzung, Leykam, Graz, ISBN 978-3-7011-7585-7.
- mit Robert Reithofer (Hrsg.): Ohne Angst verschieden sein – Chance Migration, Leykam, Graz 2008. ISBN 978-3-7011-7637-3.[6]
- Trotz Alledem. Übersetzt aus dem Slowenischen von Liza Linde, S. Fischer Verlag, Frankfurt am Main, 2023, ISBN 978-3-10-397509-3.

## Hörspiel in Deutschland
- 1993: Mit den Co-Autorinnen Radmila Lazić, Rada Iveković, Biljana Jovanović und Duska Perisic-Osti: Der Wind geht gen Mittag und kommt herum zur Mitternacht. Briefe über die Zerstörung Jugoslawiens – Regie: Annette Jainski (Hörspielbearbeitung – SFB/SWF/BR)
  - Auszeichnung: Hörspiel des Monats Juli 1993

Siehe: ARD-Hörspieldatenbank

## Ausstellungen
- mit Meta Krese: Ohne Angst verschieden sein, Meta Krese (Fotografie), Maruša Krese (Text, Lyrik), DIWAN regionale08, Feldbach (Steiermark) 2008[8]